# Spicara axillaris
Spicara axillaris är en fiskart som först beskrevs av Boulenger, 1900.  Spicara axillaris ingår i släktet Spicara och familjen Centracanthidae. IUCN kategoriserar arten globalt som livskraftig. Inga underarter finns listade i Catalogue of Life.